# Cuju

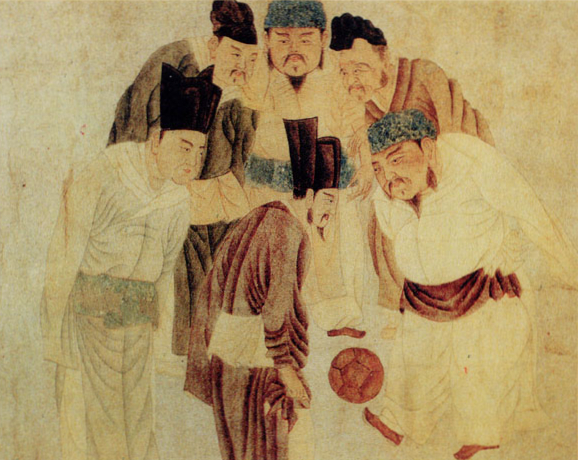
Imperador Song Taizu joga cuju com o primeiro-ministro Zhao Pu; pintado por Qian Xuan (1235-1305).

Cuju (em chinês: 蹴鞠, em pinyin: cùjú, pronuncia-se tsudji, significa literalmente "chutar a bola"), às vezes chamado de ts'uh Kúh, é um antigo jogo de futebol com semelhanças ao futebol atual. De fato, ele é reconhecido pela FIFA como um dos principais precursores do futebol moderno. Originou-se na China, mas também era praticado na Coreia, Japão e no Indochina. Atualmente, o cuju não é um esporte institucionalizado, porém alguns países orientais ainda o praticam com as regras tradicionais a fim de preservar seu valor histórico e cultural.

## História

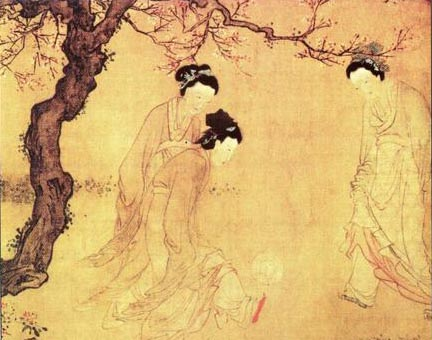
Damas chinesas jogam cuju.

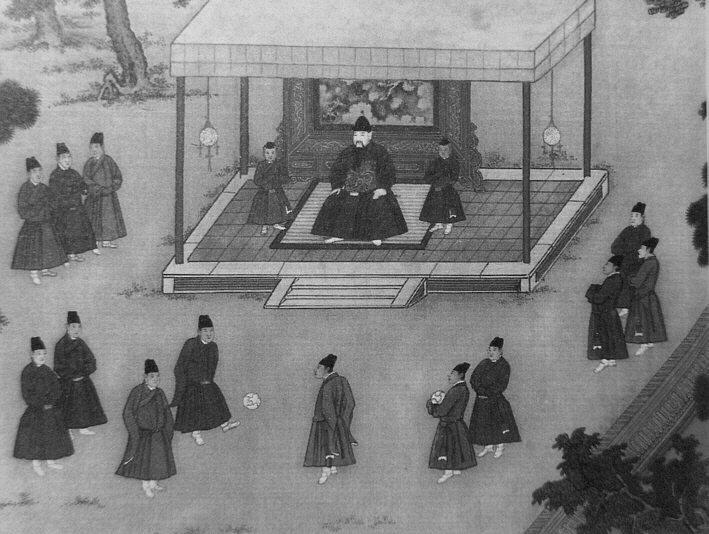
Imperador Yongle da Dinastia Ming observa eunucos jogando cuju. O esporte era amplamente jogado nas cortes imperiais.

O Cuju foi mencionado pela primeira vez no Zhan Guo Ce e mais tarde no Registros do Historiador escrito por Sima Qian, escrito durante a Dinastia Han. Há fontes que afirmam que o Imperador Amarelo inventou o jogo para fins de treinamento militar, enquanto outras posicionam sua origem durante o Período dos Reinos Combatentes. De qualquer forma, certamente existiu durante este período. Nos primeiros tempos, o esporte era usado de forma competitiva como treinamento físico para cavaleiros militares, enquanto que em outros lugares, principalmente em cidades ricas como Linzi, era praticado como forma de divertimento.
Durante a Dinastia Han (206 aC-220 d.C.), a popularidade do cuju se propagou do exército para as cortes reais e as altas classes. Diz-se que o Imperador Han Wu Di gostava do esporte. Ao mesmo tempo, os jogos de cuju foram padronizados e as regras começavam a ser estabelecidas. Partidas de futebol eram frequentemente praticadas no interior do palácio imperial. Uma espécie de tribunal com seis postes de forma crescente em cada extremidade, chamado Chang ju, havia sido especialmente construído para os jogos de cuju.

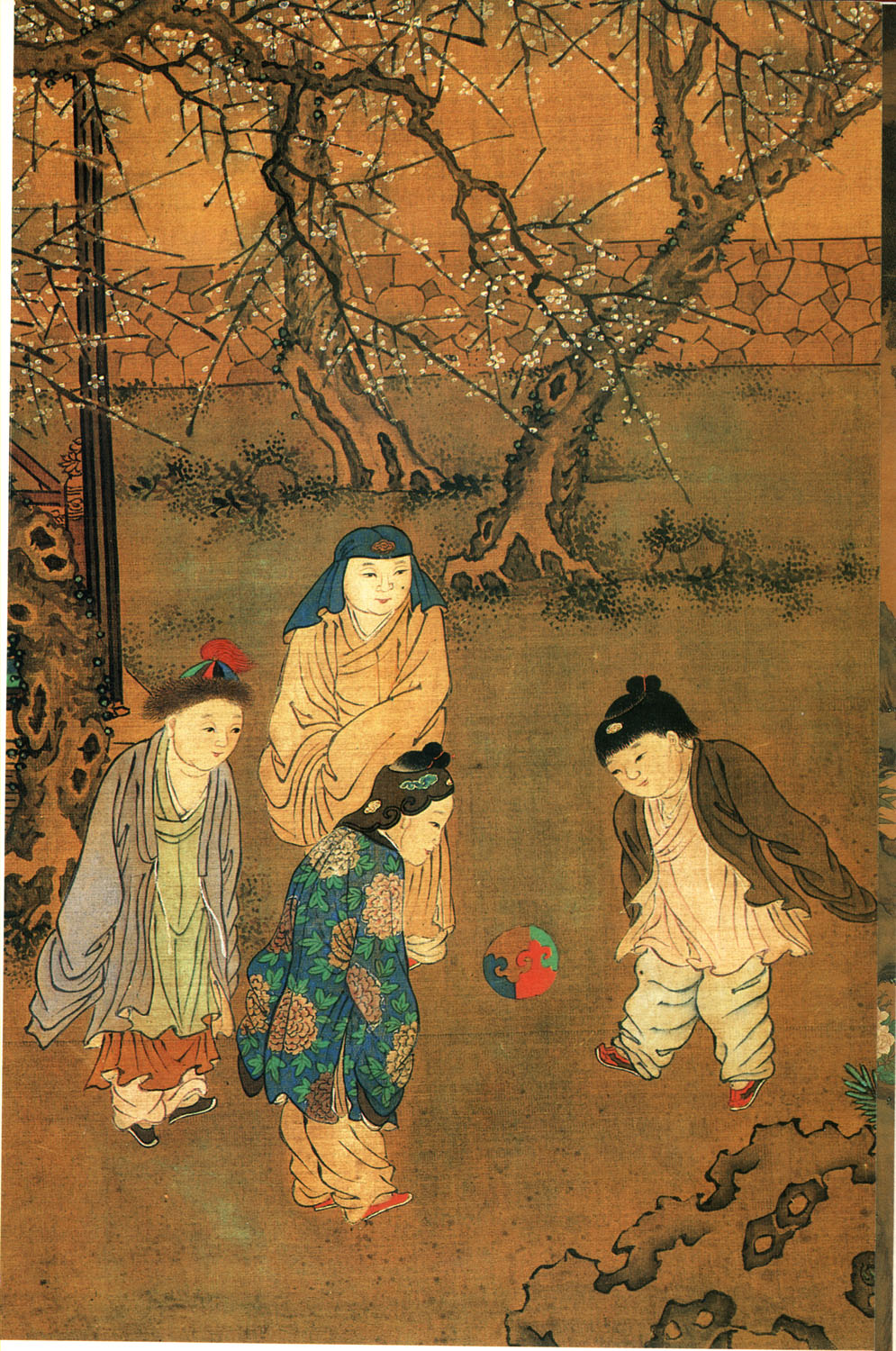
Pintura do artista chinês Su Hanchen, Dinastia Song, século XII.

O cuju se aperfeiçoou com a Dinastia Tang (618-907). Nessa época, acredita-se que a bola feita com penas em seu interior foi substituída por uma bola cheia de ar com um casco de duas camadas. Além disso, dois tipos diferentes de gols/balizas surgiram: o primeiro, tinha postes com uma rede entre eles, que os dividia, e o segundo composto de apenas um poste no meio do campo. Changan, capital da Dinastia Tang, abrigava vários campos para a prática do cuju, em quintais das grandes mansões da cidade, e alguns eram até estabelecidos nos fundamentos dos palácios. Alguns soldados que pertenciam à Guarda do Pássaro de Ouro, que era o exército imperial, muitas vezes formavam equipes de cuju para o deleite do imperador e de sua corte. O nível das equipes femininas de cuju também melhorou; registros indicam que uma vez, uma menina de 17 anos venceu um time de soldados do exército. O futebol cuju tornou-se popular até mesmo entre os eruditos e intelectuais, e se faltassem habilidades a um cortesão, ele poderia perdoar a si mesmo agindo como marcador das pontuações.
Devido ao seu desenvolvimento econômico e social, a Dinastia Song (960-1279) testemunhou um certo florescimento do cuju, estendendo a sua popularidade a cada classe social. Neste período, os jogadores profissionais de cuju começaram a gozar de popularidade e idolatria, e a partir disso o esporte começou a ter uma vantagem comercial. Os jogadores profissionais eram divididos em dois grupos: um treinados para jogos apresentados à corte real (como mostram certos vasos de pincel que retratam também o uso de música durante os jogos) e outro composto de civis que ganhavam a vida como jogadores de cuju. Na Dinastia Song, apenas um poste de gol foi criado no centro do campo.
As organizações de cuju eram criadas em grandes cidades chamadas Qi Yun She ou Yuan She —agora reconhecidos como os mais antigos  e quiçá primeiros clubes profissionais de cuju—cujos membros participantes eram geralmente artistas profissionais apaixonados por esse esporte. Os amadores que desejavam se aventurar numa carreira profissional precisavam pagar uma taxa antes de se tornarem membros dos clubes e deveriam se designar formalmente a um profissional que seria seu tutor e professor. Esse processo organizado propiciou e garantiu uma renda para os atletas do esporte, ao contrário do cuju praticado na Dinastia Tang.
Seu declínio começou durante fins da Dinastia Ming (1368-1644) ou na metade da Dinastia Qing (1644-1911), de onde foi desaparecendo de vez e perdendo popularidade por outras práticas e esportes. E, hoje em dia, o cuju não é um esporte institucionalizado, porém alguns países orientais ainda o praticam com as regras tradicionais a fim de preservar sua história, valor e cultura.

## Influência
Fontes indicam que a variante de futebol Kemari, praticada no Japão durante o Período Heian, foi influenciada decisivamente pelo Cuju.

## Galeria

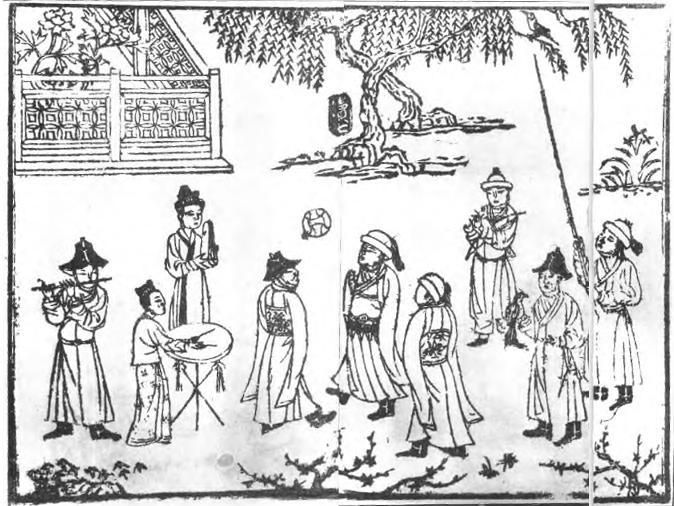
Cuju em Shilin Guangji, Dinastia Yuan, século XIII
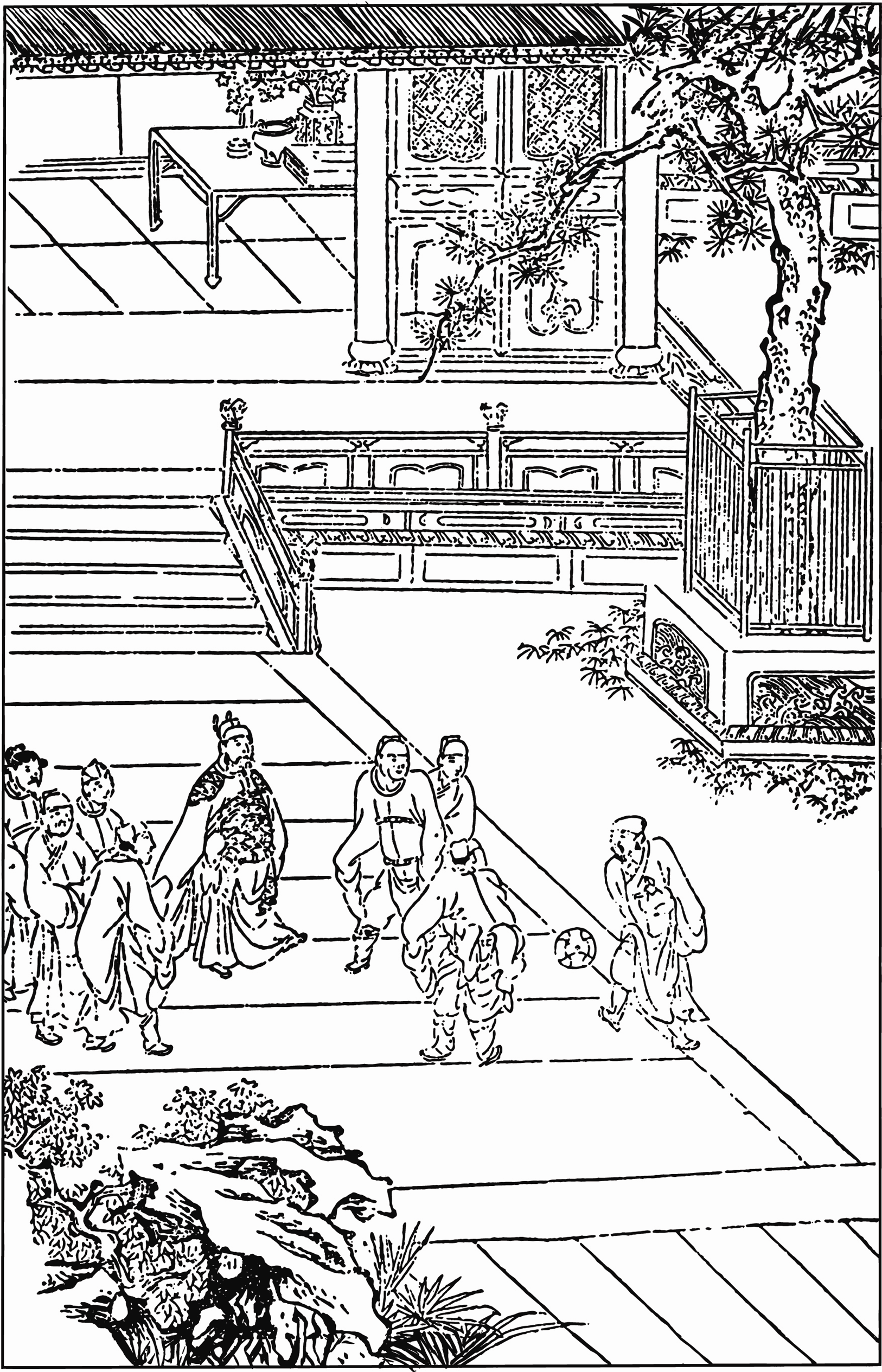
Retrato do cuju; desenho realizado no século XV, durante a Dinastia Ming
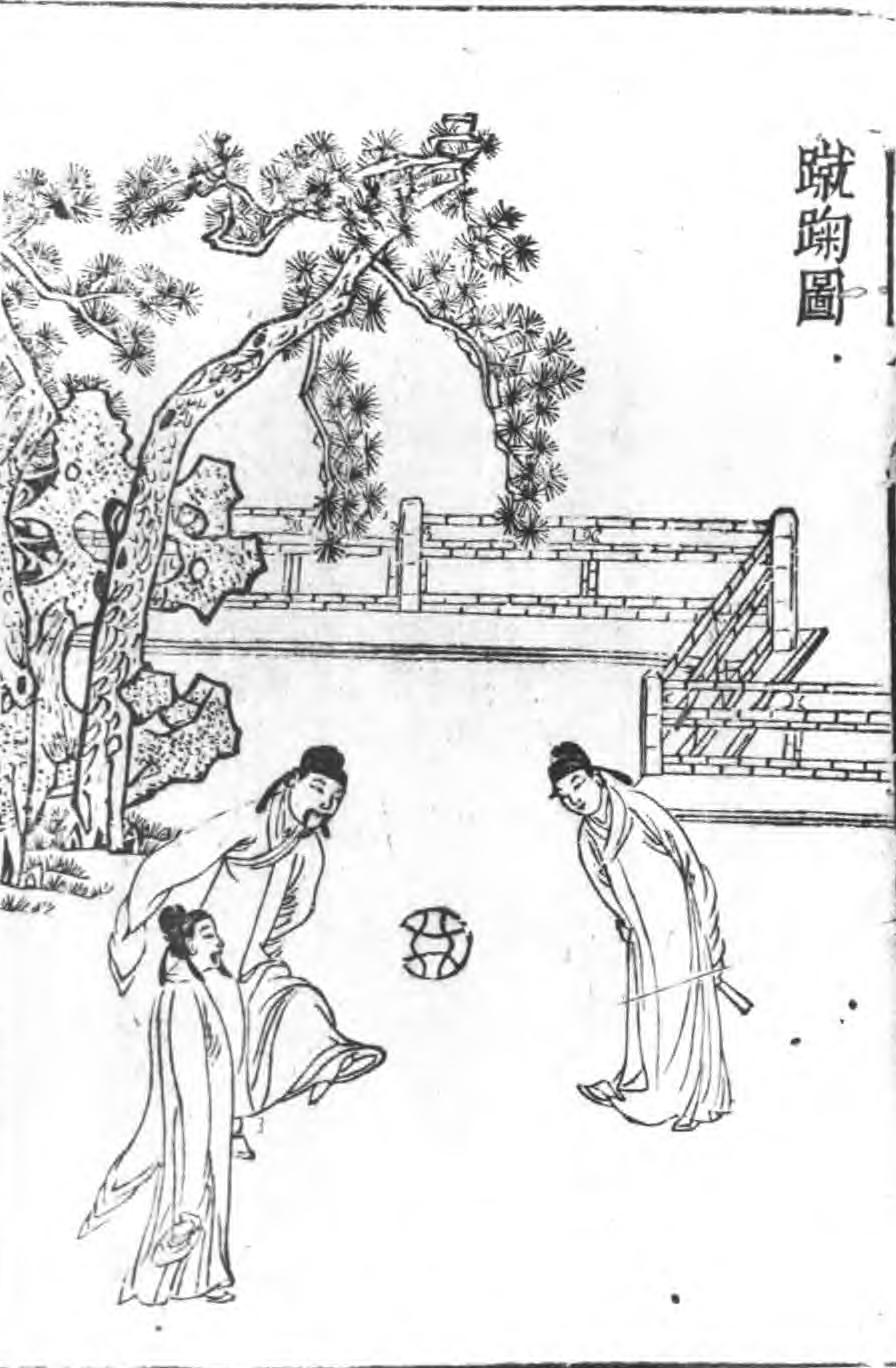
Pintura do Cuju feita em 1609 no Sancai Tuhui, Dinastia Ming
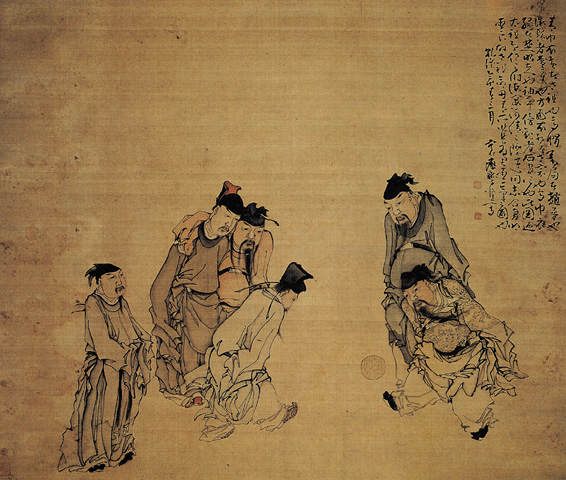
Pintura do Cuju, século XVIII
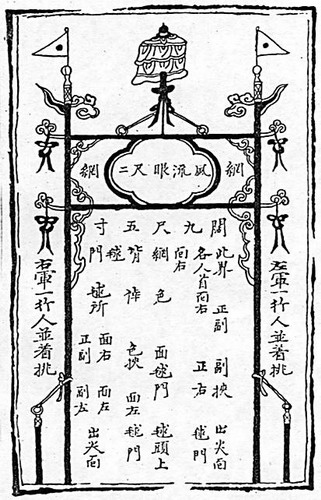
O gol/baliza do cuju. Diagrama feito na Dinastia Ming
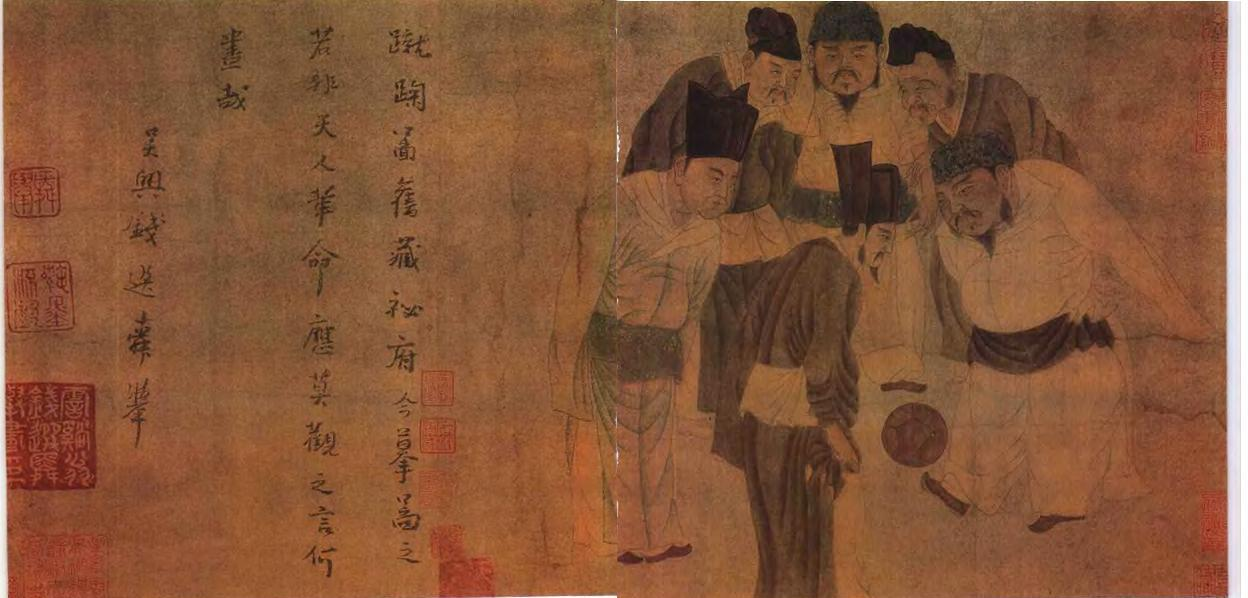
Imperador Song Taizu joga cuju com o primeiro-ministro Zhao Pu; pintado por Qian Xuan (1235-1305)
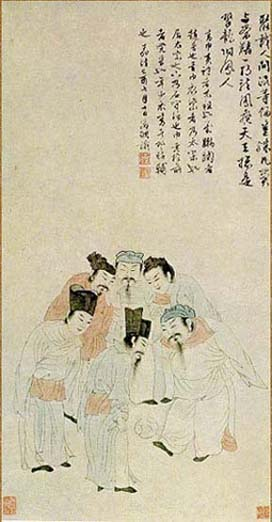
Pintura do cuju por Wen Zhengming, século XVI, feito à semelhança do desenho de Xuan
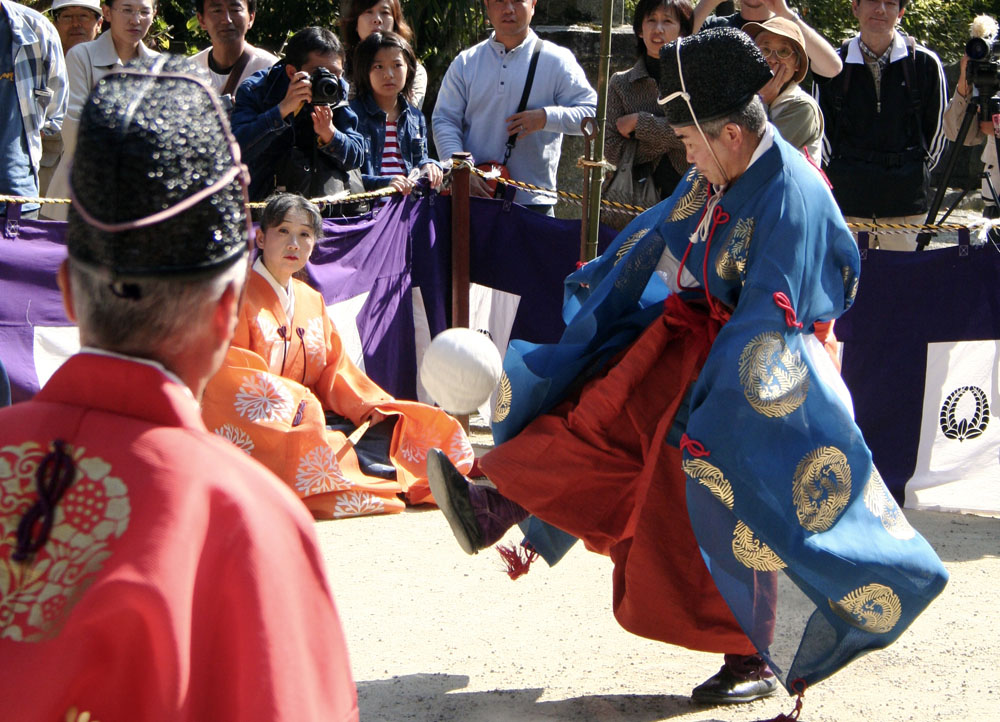
O Kemari, praticado no Japão, foi influenciado pelo cuju. Essa foto é de 2006.